# Asiagomphus melanopsoides
Asiagomphus melanopsoides là loài chuồn chuồn trong họ Gomphidae. Loài này được Doi mô tả khoa học đầu tiên năm 1943.